# Campeonato Paraguaio de Futebol de 1970
O Campeonato Paraguaio de Futebol de 1970 foi o sexagésimo torneio desta competição. Participaram dez equipes. O Club Sportivo San Lorenzo foi rebaixado no ano anterior. O campeão e o vice do torneio representaria o Paraguai na Copa Libertadores da América de 1971
| Equipe                 | Cidade   | Departamento     | No ano anterior                                                      | Estádio | Capacidade | Títulos                                           | Participações |
| ---------------------- | -------- | ---------------- | -------------------------------------------------------------------- | ------- | ---------- | ------------------------------------------------- | ------------- |
| Club Cerro Porteño     | Assunção | Distrito Capital | Lugar                                                                | --      | --         | 14 (último em 1966)                               | 54            |
| Club Guaraní           | Assunção | Distrito Capital | Campeão                                                              | --      | --         | 8 (1906,1907, 1921, 1923, 1949, 1964, 1967, 1969) | 59            |
| Club Nacional          | Assunção | Distrito Capital | Lugar                                                                | --      | --         | 6 (1909, 1911, 1924, 1926, 1942, 1946)            | 60            |
| Club Olimpia           | Assunção | Distrito Capital | Vice Campeão                                                         | --      | --         | 22 (último em 1968)                               | 60            |
| Club Libertad          | Assunção | Distrito Capital | Lugar                                                                | --      | --         | 6 (1910, 1920, 1930,1943, 1945, 1955 )            | 56            |
| Club River Plate       | Assunção | Distrito Capital | Lugar                                                                | --      | --         | 0 (não possui)                                    | 54            |
| Club Silvio Pettirossi | Assunção | Distrito Capital | Campeão do Campeonato Paraguaio de Futebol de 1969 - Segunda Divisão | --      | --         | 0 (não possui)                                    | 1             |
| Club Rubio Ñu          | Assunção | Distrito Capital | Lugar                                                                | --      | --         | 0 (não possui)                                    | 8             |
| Sol de América         | Assunção | Distrito Capital | Lugar                                                                | --      | --         | 0 (não possui)                                    | 56            |
| Club Sportivo Luqueño  | Luque    | Central          | Lugar                                                                | --      | --         | 2 (1951,1953)                                     | 36            |

## Premiação
| Campeonato Paraguaio 1970 Primeira Divisão |
| Assunção                                   |
| ------------------------------------------ |
| Club Cerro Porteño Campeão (15º título)    |